# Pierre Boyancé
Pierre Boyancé (* 13. September 1900 in Annecy; † 20. September 1976 in Six-Fours, Var) war ein französischer Altphilologe.
Boyancé begann sein Studium der Klassischen Philologie 1921 an der École normale supérieure (ENS) und erwarb 1924 die agrégation de lettres classiques. Es folgte ein Aufenthalt an der École française de Rome von 1924 bis 1926. Darauf lehrte er von 1928 bis 1944 als maître de conférence, dann als Professor für lateinische Sprache und Literatur an der Faculté des lettres de Bordeaux und leitete die Revue des études anciennes. Das doctorat d’État absolvierte er 1936 mit einer thèse principale über den Musenkult der griechischen Philosophen und einer thèse secondaire über das Somnium Scipionis. Von 1945 an hatte er eine Professur an der Sorbonne inne. Von 1959 an war er Mitglied der Académie des inscriptions et belles-lettres, von 1960 bis 1970 Direktor der École française de Rome. 1967 wurde er zum assoziierten Mitglied der Académie royale des Sciences, des Lettres et des Beaux-Arts de Belgique gewählt.
Schwerpunkte waren Philosophie (Cicero, Lukrez und Epikur) und Religion in Rom und der Musenkult in der griechischen Philosophie (insbesondere bei Platon) als religiöse Metapher für das Phänomen der Inspiration.

## Auszeichnungen
- Kommandeur der Ehrenlegion
- Ordre des Palmes Académiques

## Schriften (Auswahl)
- Études sur le Songe de Scipion. Bordeaux, 1936 (Sur Cicéron, République, VI).
- Le culte des muses chez les philosophes grecs. Toulouse, 1937, Nachdruck: de Boccard, 1972.
- La religion astrale de Platon à Cicéron, in: Revue des études grecques, t. LXV, n° 306-308, 1952.
- Lucrèce et l’épicurisme. PUF, Paris 1963.
- Épicure. PUF, Paris 1969.
- Études sur l’humanisme cicéronien. Bruxelles, Latomus, 1970 (Sammlung von Aufsätzen von 1936 bis 1969).
- Études sur la religion romaine. Rome, diffusion de Boccard, 1972 (Sammlung von Aufsätzen von 1928 bis 1966).